# Badminton Union St. Peter/Au
Die Badminton Union St. Peter/AU ist ein österreichischer Badmintonverein. Der Verein ist Mitglied des Österreichischen Badminton Verbands.

## Geschichte
Karl Kaindl brachte Badminton – die Wettkampfabwandlung von Federball – an die Hauptschule in St. Peter in der Au, wo diese neue Sportart vorerst einmal wöchentlich von den Lehrern zur körperlichen Ertüchtigungen gespielt wurde. Die Gründung der Sektion Badminton erfolgte am 26. Jänner 1990 und erhielt in den Statuten als Zweck die Pflege des Badminton Sportes und der Geselligkeit. Die Gründungsmitglieder waren Rosemarie Gölzner, Ulrike Handstanger, Erich Greiner, Karl Kaindl, Karlheinz Vinkov und Otto Wendlik.

## Meisterschaftsspiele
Am 9. Mai 1994 trat die Sektion als Mitglied der Sport Union St. Peter/AU und dem Österreichischen Badmintonverband bei und Otto Wendlik übernahm die Leitung der Sektion. Erstmals wurde in der Saison 1994/95 an der NÖ-Mannschaftsmeisterschaft teilgenommen. Das erste Meisterschaftsspiel wurde am 8. Oktober 1994 gegen SKVg Pottenbrunn in der Carl-Zeller-Halle ausgetragen und endete mit einer knappen 3:5-Niederlage. Auch der Nachwuchs startete am 26. Oktober 1994 gegen BC St. Pölten mit der Jugendmannschaft den Wettspielbetrieb und musste mit einem klaren 8:0 Lehrgeld bezahlen.
In der Saison 2022/2023 spielt ein Team in der Oberliga und ein Team in 2. Klasse West je in der niederösterreichischen Liga.

## Trainer
Mit Johann und Oliver Stastny (ehemalige Staatsligaspieler), Irina und Vladimir Serov (ehemalige russische und österreichische Meister sowie Sieger internationaler Turniere) sowie Tariq Farooq (ehemaliger pakistanischer Spitzenspieler, Welt- und Europameister der Senioren) konnte die Sektion Badminton Spitzenleute als Trainer gewinnen, welche den Grundstein für die sportlichen Erfolge legten.

## Erfolge
In der Mannschaft der allgemeinen Klasse begann man mit einer Mannschaft, ab 1996/97 folgte eine zweite, im Jahre 99/2000 eine dritte und 08/09 die vierte Mannschaft. Ab der Saison 2002/03 spielte die erste Mannschaft in der NÖ Landesliga ein Jahr später auch die zweite Mannschaft. Mit einem 2. Platz in der Saison 04/05 wurde hier die beste Platzierung erreicht. 15 Meistertitel in der allgemeinen Klasse wurden bereits errungen. In der Saison 15/16 spielt der Verein nach dem Wiederaufstieg in die Landesliga überraschend um den NÖ Landesmeistertitel mit und der damit verbundenen Qualifikation zur Bundesliga PlayOff.
Mit Roland Bauer wurde 2009 ein Spieler der Union St. Peter/Au österreichischer Meister im Herren Einzel SK35+ und im Jahr darauf im Mixed mit Birgit Janisch. Im Laufe der Jahre konnten auch sieben Landesmeistertitel bei den Erwachsenen erkämpft werden.

## Nachwuchsbereich
Der Nachwuchsbereich war immer das größte Anliegen der Sektion, so wurde man zu einer tragenden Säule im NÖ-Nachwuchsbadminton. Mit über 100 Turnierteilnahmen jährlich zeigen St. Peters Talente in ganz Österreich Präsenz. Mit 17 Landesmeistertiteln und knapp 100 Podestplätzen bei NÖ-Landesmeisterschaften sowie jede Menge Turniersiegen auf regionaler oder Landesebene wurde die jahrelange Aufbauarbeiten von Otto Wendlik belohnt.
Im Nachwuchsbereich ist auch die Kooperation mit der Hauptschule St. Peter/Au für die jahrelangen Erfolge verantwortlich. Die Hauptschule wurde bis jetzt 9 mal NÖ-Schulcup Sieger der Unterstufen und erreichte als bestes Ergebnis einen zweiten Platz bei den Bundesmeisterschaften 2002 in Vöcklabruck.

## Vorstand
Im organisatorischen Bereich übernahm 2008 Christoph Streißlberger die Sektionsleitung von Otto Wendlik, der diese seit 1994 innehatte. Mit Susanne Schlachter als Schriftführerin, Karl Schlachter als Referent Stellvertreter für Ranglisten und Otto Wendlik als Breitensportreferent übernimmt St. Peter/Au auch ab 1997 Verantwortung im Vorstand des NÖ-Badmintonverbandes. Otto Wendlik wird Österreichischer Schulsportreferent für Badminton und organisiert 2006 mit seinem Team aus St. Peter/Au die Bundesmeisterschaften am Hochkar. Karl Schlachter leitet von Mai 2005 bis April 2012 als Präsident die Geschicke des Niederösterreichischen Badminton-Verbands. Seit 2012 ist nach dem Ausscheiden von Susanne und Karl Schlachter Philipp Fritz neu im Vorstand des NÖBV.